# Unión General de Trabajadores

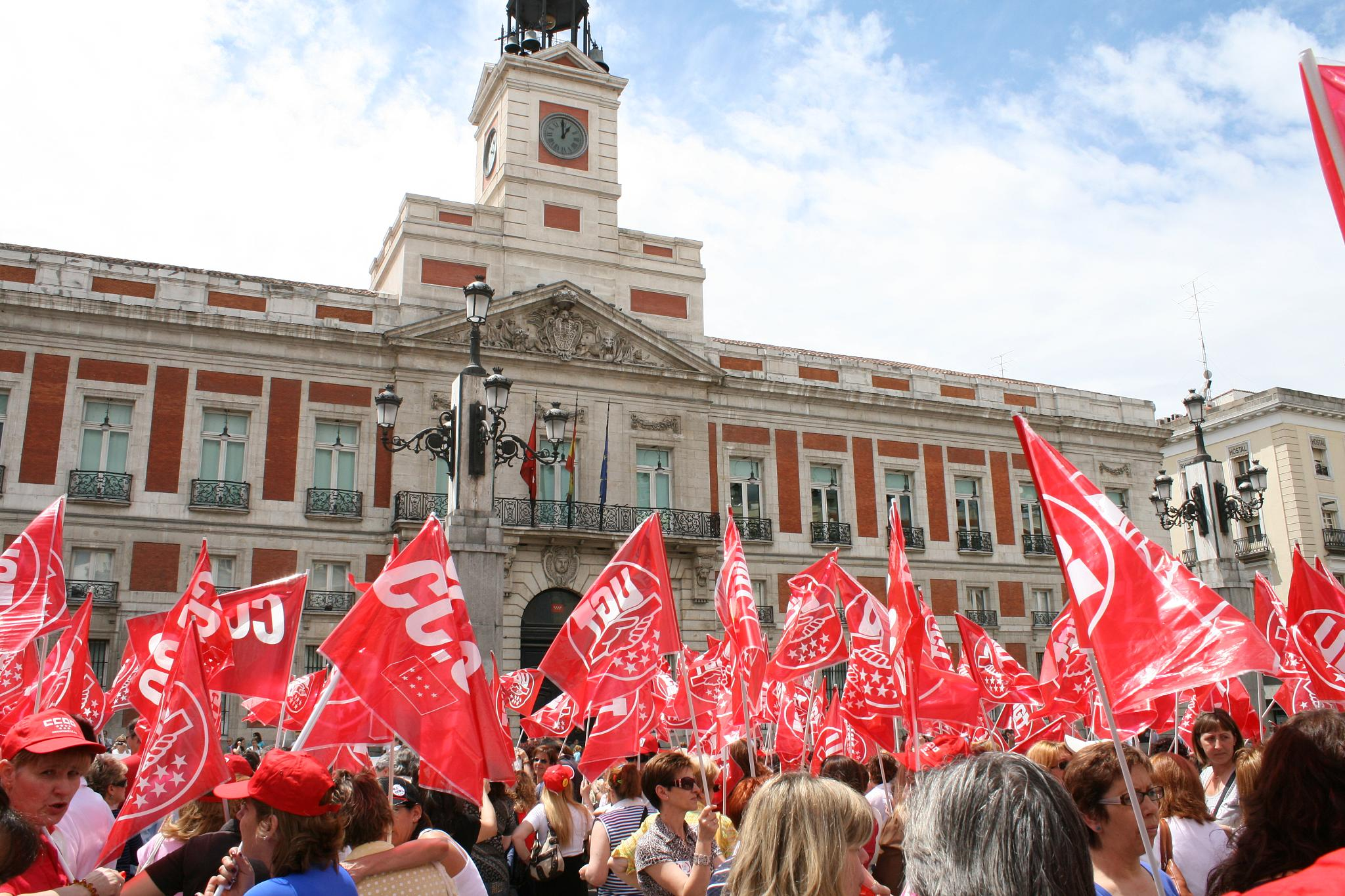
Demonstratie van de UGT in Madrid

De Unión General de Trabajadores (afgekort: UGT, Nederlands: 'algemene arbeidersbond') is een belangrijke Spaanse vakbond. UGT is een koepelorganisatie van meerdere nationale sectoriële vakbonden. In omvang is de bond de tweede van Spanje, na CC.OO..
UGT heeft een grote rol gespeeld in de aanloop tot en tijdens de Spaanse Burgeroorlog en de daarop volgende dictatuur van Francisco Franco.
Hoewel de UGT volgens de statuten geen politieke organisatie is, hangt zij het marxistische gedachtegoed aan. Historisch gezien is de bond nauw verbonden aan de Spaanse socialistische arbeiderspartij, PSOE, maar ondanks de zeer nauwe banden tussen de twee is het nooit tot een formele unie gekomen.

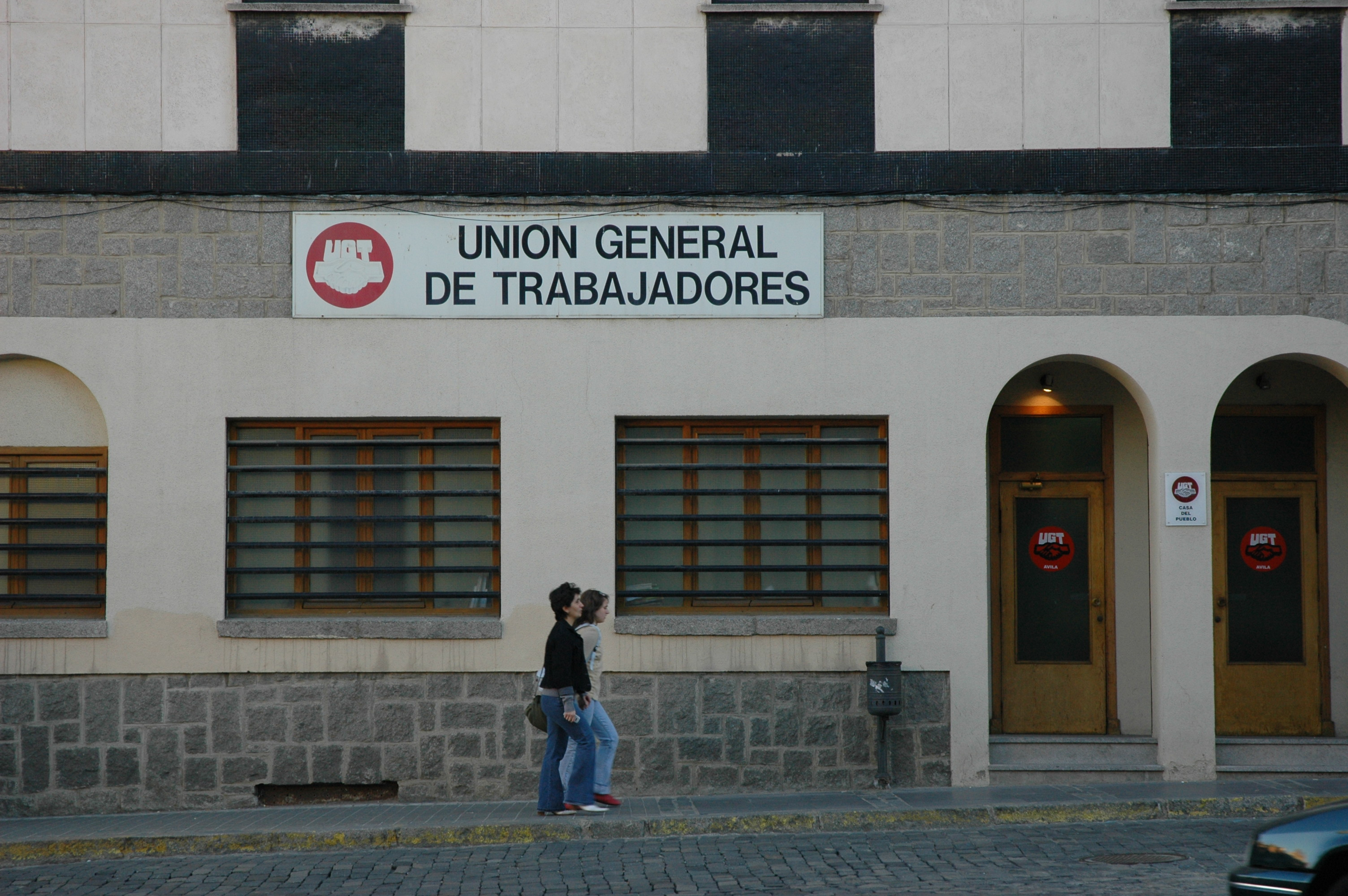
Lokaal UGT kantoor in Ávila

## Geschiedenis
UGT werd opgericht op 21 augustus 1888 door Pablo Iglesias Posse.
Ten tijde van de Eerste Wereldoorlog onderhield de UGT een nauwe relatie met de Confederación Nacional del Trabajo (CNT, Nationale Federatie van de Arbeid) en de Spaanse Communistische Partij. Zij voerden gezamenlijk actie. Desalniettemin beschouwde de bond tot aan het 14e congres, in 1920, de klassenstrijd niet als een principieel element van het vakbondswerk.
Hieraan kwam plotseling een einde door de komst van de dictatuur van Miguel Primo de Rivera. Zijn eigen, door de regering gesponsorde, vakbond werd de enige toegestane vakorganisatie.
De CNT koos voor een radicale confrontatie met het regime en werd verboden.
Daartegen koos de UGT, hoewel zij niet achter de dictatuur stond, voor een meer collaboratieve opstelling, ingegeven door de wens om legaal te kunnen blijven opereren. De voorzitter van de UGT, Francisco Largo Caballero, werd adviseur inzake arbeidszaken. De UGT werd tevens de enige toegestane vakbond.
Gedurende de Tweede Spaanse Republiek radicaliseerde de vleugel die geleid werd door Francisco Largo Caballero. De UGT kreeg meer dan een miljoen leden.
Daardoor, en door het uitbreken van de bloedige Spaanse Burgeroorlog, werden de scheuren binnen de UGT steeds dieper. In 1937 deed Largo Caballero afstand van zijn functie als secretaris-generaal van de UGT.
Na zijn overwinning in de Spaanse Burgeroorlog dreef Generaal Francisco Franco de UGT in ballingschap en ondergronds. Dit duurde tot zijn dood in 1975.
Gedurende de democratische overgang na de dood van Franco trad de UGT weer in de openbaarheid. Hetzelfde gold voor de communistische Comisiones Obreras (CC.OO.). Tegenwoordig zijn CC.OO. en UGT in Spanje de voornaamste organisaties die de belangen van werkenden vertegenwoordigen.

## Doel
De UGT verklaart dat zij een organisatie is van productieve werkenden, georganiseerd naar vakgebied en vrije beroepen, die de vrijheid van gedachte respecteert, leidend tot een omvorming van de samenleving, om die te grondvesten op basis van sociale rechtvaardigheid, sociale gelijkheid en sociale solidariteit.

## Aangesloten bonden
- Metaal en Bouw (Metal, Construcción y Afines - MCA)
- Transport, Communicatie en Zeevaart (Federación de Transportes, Comunicaciones y Mar - FTCM)
- Handel, Horeca, Toerisme en Recreatie (Federación de Comercio, Hostelería-Turismo y Juego - FCHTJ)
- Openbare Diensten (Federación de Servicios Públicos - FSP)
- Gepensioneerden (Unión de Jubilados y Pensionistas - UJP)
- Voedingsindustrie (Federación Agroalimentaria - FTA)
- Lichte Industrie (Federación de Industrias Afines - FIA)
- Onderwijs (Federación de Trabajadores de la Enseñanza - FETE)
- Diensten (Federación de Servicios - FeS)
- Eenmansbedrijven (Unión de Trabajadores por Cuenta Propia - UTCP)
- Kleine boeren (Unión de pequeños Agricultures - UPA)
- Vrije beroepen (Unión de Profesionales y Trabajadores Autónomos - UPTA)